# Gare de Nerpuy
La gare de Nerpuy est une gare ferroviaire française de la ligne de Paris-Austerlitz à Bordeaux-Saint-Jean, située sur le territoire de la commune de Naintré, dans le département de la Vienne, en région Nouvelle-Aquitaine.
Elle est mise en service en 1851. C'est une halte de la Société nationale des chemins de fer français (SNCF), desservie par des trains TER Nouvelle-Aquitaine.

## Situation ferroviaire
Établie à 55 mètres d'altitude, la gare de Nerpuy est située au point kilométrique (PK) 308,208 de la ligne de Paris-Austerlitz à Bordeaux-Saint-Jean, entre les gares de Châtellerault et de Naintré-les-Barres. 

## Histoire
La gare est ouverte le 15 juillet 1851
En 2022, selon les estimations de la SNCF, la fréquentation annuelle de la gare était de 6 375 voyageurs.

## Service des voyageurs

### Accueil
C'est un point d'arrêt non géré (PANG), équipé de deux quais avec abris. La traversée d'une voie à l'autre se fait avec un passage supérieur.

### Desserte
Nerpuy est desservie par des trains omnibus du réseau TER Nouvelle-Aquitaine circulant entre Châtellerault et Poitiers. Au-delà de Poitiers, certains trains sont prolongés ou amorcés à Angoulême.